# Od blizu
Od blizu (COBISS) je roman Irene Svetek; izšel je leta 2004 pri Študentski založbi. 

## Vsebina
Prvenec Irene Svetek je ljubezenski roman, v katerem bralec sledi življenju junakinje, ki pripoveduje v prvi osebi, od blizu. Roman je razdeljen na štiri dele. Na začetku najde bralec junakinjo v Sloveniji, ki pa jo namerava v kratkem zapustiti, saj se za eno leto odpravlja v Romunijo, kjer je dobila službo prevajalke na tamkajšnji ambasadi. 
V drugem delu junakinja, ki ostane do konca neimenovana, potuje v deželo grofa Drakule, prežemajo jo mešani občutki, saj je tam preživela otroška leta. Bralec iz retrospektivnih utrinkov, ki so razporejeni po celotnem romanu, izve za kruto nesrečo, ki je v Romuniji pred leti doletela njeno družino in zaradi katere je družina za vedno zapustila deželo.
V tretjem delu prispe na cilj, najde si stanovanje, prijateljico Luminico in partnerja, urednika ene večjih romunskih založb. Čeprav se junakinja boji ujetosti v rutino, jo pri partnerju moti prav pomanjkanje gotovosti o prihodnosti. Zveza je polna vzponov, padcev in verižno pokajenih cigaret, vsekakor pa je na nezavidljivo nizki ravni, ko parterju med igranjem klavirja na dlan spusti pokrov klavirja. Zveza se umiri, ko ji okoli novega leta podari francoskega buldoga Buseha, a se ponovno zaplete, ko ona ugotovi, da je noseča. Ves čas joka in se zapira vase, za nosečnost pa pove le prijateljici Luminici.
V četrtem delu izvemo, kaj se je pravzaprav zgodilo družini pred mnogimi leti. Njena mati je v nesreči namreč izgubila še nerojenega otroka. Junakinja pa v sedanjosti odide v bolnišnico, kjer naredi splav. Po treh dneh se vrne domov, kjer vlada strašna tišina. Partnerju pove, da odhaja, a on ne stori ali reče ničesar. Luminica jo odpelje na postajo, kjer se poslovita, junakinja pa se odpelje proti Ljubljani.